# Paul Coffey
Pour les articles homonymes, voir Coffey.
Temple de la renommée : 2004
Paul Douglas Coffey (né le 1er juin 1961 à Weston en Ontario, Canada) est joueur professionnel canadien de hockey sur glace. Coffey a été choisi 6e au total lors du repêchage d'entrée dans la LNH 1980 par les Oilers d'Edmonton, pour lesquels il a joué sept saisons, remportant trois coupes Stanley, avant d'être échangé aux Penguins de Pittsburgh avec lesquels il ajoute une 4e coupe en 1990-1991.
Le défenseur joue sa dernière saison dans la LNH en 2000-2001 avec les Bruins de Boston, mettant un terme à une carrière de 21 saisons durant lesquelles il a marqué 396 buts (2e rang chez les défenseurs) et totalisé 1 531 points (également au 2e rang chez les arrières). Il est intronisé au Temple de la renommée du hockey trois ans plus tard, en 2004.

## Carrière
Paul Coffey est un des meilleurs défenseurs de tous les temps, lors de la saison 1985-1986, il dépasse le record du nombre de buts en une saison, détenu depuis par l'illustre Bobby Orr, en marquant 48 buts, record qui tient toujours. Il inscrit son 1000e point dans la LNH le 22 décembre 1990 contre les Islanders de New York. Au début de la saison suivante, le 17 octobre 1991, il marque son 1 053e point encore contre les Islanders dépassant Denis Potvin en tant que défenseur avec le plus grand nombre de points.

## Statistiques
| Saison     | Équipe                           | Ligue      |       | Saison régulière | Saison régulière | Saison régulière | Saison régulière | Saison régulière |    | Séries éliminatoires | Séries éliminatoires | Séries éliminatoires | Séries éliminatoires | Séries éliminatoires |
| Saison     | Équipe                           | Ligue      | PJ    | B                | A                | Pts              | Pun              | PJ               | B  | A                    | Pts                  | Pun                  |                      |                      |
| 1977-1978  | Canadians de Kingston            | AHO        | 8     | 2                | 2                | 4                | 11               |                  |    |                      |                      |                      |                      |                      |
| 1978-1979  | Greyhounds de Sault-Sainte-Marie | AHO        | 68    | 17               | 72               | 89               | 99               |                  |    |                      |                      |                      |                      |                      |
| 1979-1980  | Greyhounds de Sault-Sainte-Marie | AHO        | 23    | 10               | 21               | 31               | 63               |                  |    |                      |                      |                      |                      |                      |
| 1979-1980  | Rangers de Kitchener             | AHO        | 52    | 19               | 52               | 71               | 130              |                  |    |                      |                      |                      |                      |                      |
| 1980-1981  | Oilers d'Edmonton                | LNH        | 74    | 9                | 23               | 32               | 130              | 9                | 4  | 3                    | 7                    | 22                   |                      |                      |
| 1981-1982  | Oilers d'Edmonton                | LNH        | 80    | 29               | 60               | 89               | 106              | 5                | 1  | 1                    | 2                    | 6                    |                      |                      |
| 1982-1983  | Oilers d'Edmonton                | LNH        | 80    | 29               | 67               | 96               | 87               | 16               | 7  | 7                    | 14                   | 14                   |                      |                      |
| 1983-1984  | Oilers d'Edmonton                | LNH        | 80    | 40               | 86               | 126              | 104              | 19               | 8  | 14                   | 22                   | 21                   |                      |                      |
| 1984-1985  | Oilers d'Edmonton                | LNH        | 80    | 37               | 84               | 121              | 97               | 18               | 12 | 25                   | 37                   | 44                   |                      |                      |
| 1985-1986  | Oilers d'Edmonton                | LNH        | 79    | 48               | 90               | 138              | 120              | 10               | 1  | 9                    | 10                   | 30                   |                      |                      |
| 1986-1987  | Oilers d'Edmonton                | LNH        | 59    | 17               | 50               | 67               | 49               | 17               | 3  | 8                    | 11                   | 30                   |                      |                      |
| 1987-1988  | Penguins de Pittsburgh           | LNH        | 46    | 15               | 52               | 67               | 93               |                  |    |                      |                      |                      |                      |                      |
| 1988-1989  | Penguins de Pittsburgh           | LNH        | 75    | 30               | 83               | 113              | 193              | 11               | 2  | 13                   | 15                   | 31                   |                      |                      |
| 1989-1990  | Penguins de Pittsburgh           | LNH        | 80    | 29               | 74               | 103              | 95               |                  |    |                      |                      |                      |                      |                      |
| 1990-1991  | Penguins de Pittsburgh           | LNH        | 76    | 24               | 69               | 93               | 128              | 12               | 2  | 9                    | 11                   | 6                    |                      |                      |
| 1991-1992  | Penguins de Pittsburgh           | LNH        | 54    | 10               | 54               | 64               | 62               |                  |    |                      |                      |                      |                      |                      |
| 1991-1992  | Kings de Los Angeles             | LNH        | 10    | 1                | 4                | 5                | 25               | 6                | 4  | 3                    | 7                    | 2                    |                      |                      |
| 1992-1993  | Kings de Los Angeles             | LNH        | 50    | 8                | 49               | 57               | 50               |                  |    |                      |                      |                      |                      |                      |
| 1992-1993  | Red Wings de Détroit             | LNH        | 30    | 4                | 26               | 30               | 27               | 7                | 2  | 9                    | 11                   | 2                    |                      |                      |
| 1993-1994  | Red Wings de Détroit             | LNH        | 80    | 14               | 63               | 77               | 106              | 7                | 1  | 6                    | 7                    | 8                    |                      |                      |
| 1994-1995  | Red Wings de Détroit             | LNH        | 45    | 14               | 44               | 58               | 72               | 18               | 6  | 12                   | 18                   | 10                   |                      |                      |
| 1995-1996  | Red Wings de Détroit             | LNH        | 76    | 14               | 60               | 74               | 90               | 17               | 5  | 9                    | 14                   | 30                   |                      |                      |
| 1996-1997  | Whalers de Hartford              | LNH        | 20    | 3                | 5                | 8                | 18               |                  |    |                      |                      |                      |                      |                      |
| 1996-1997  | Flyers de Philadelphie           | LNH        | 37    | 6                | 20               | 26               | 20               | 17               | 1  | 8                    | 9                    | 6                    |                      |                      |
| 1997-1998  | Flyers de Philadelphie           | LNH        | 57    | 2                | 27               | 29               | 30               |                  |    |                      |                      |                      |                      |                      |
| 1998-1999  | Blackhawks de Chicago            | LNH        | 10    | 0                | 4                | 4                | 0                |                  |    |                      |                      |                      |                      |                      |
| 1998-1999  | Hurricanes de la Caroline        | LNH        | 44    | 2                | 8                | 10               | 28               | 5                | 0  | 1                    | 1                    | 2                    |                      |                      |
| 1999-2000  | Hurricanes de la Caroline        | LNH        | 69    | 11               | 29               | 40               | 40               |                  |    |                      |                      |                      |                      |                      |
| 2000-2001  | Bruins de Boston                 | LNH        | 18    | 0                | 4                | 4                | 30               |                  |    |                      |                      |                      |                      |                      |
| Totaux LNH | Totaux LNH                       | Totaux LNH | 1 409 | 396              | 1 135            | 1 531            | 1 800            | 194              | 59 | 137                  | 196                  | 264                  |                      |                      |